# Baía dos Glaciares

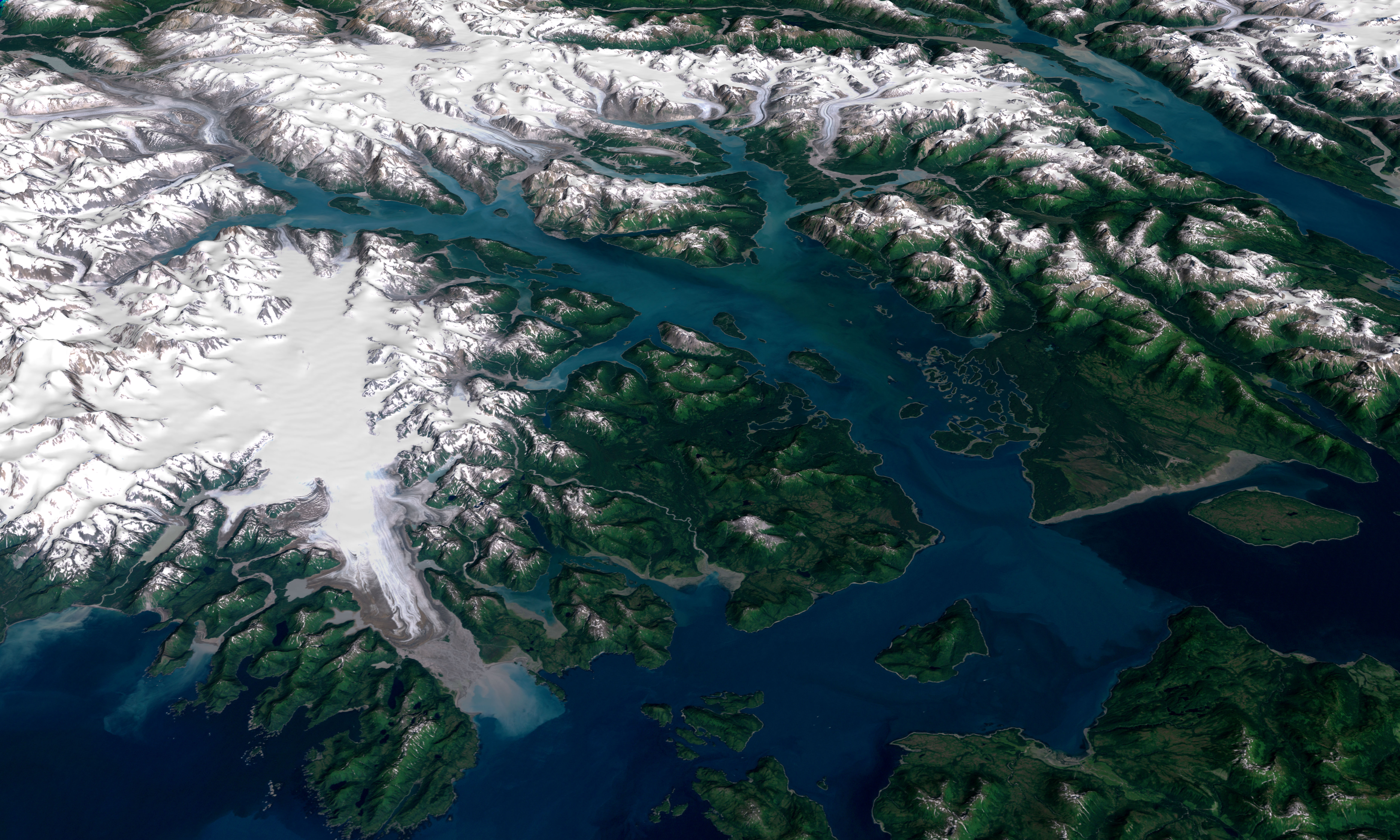
Vista da Baía dos Glaciares, baseada na imagem de satélite Landsat e USGS

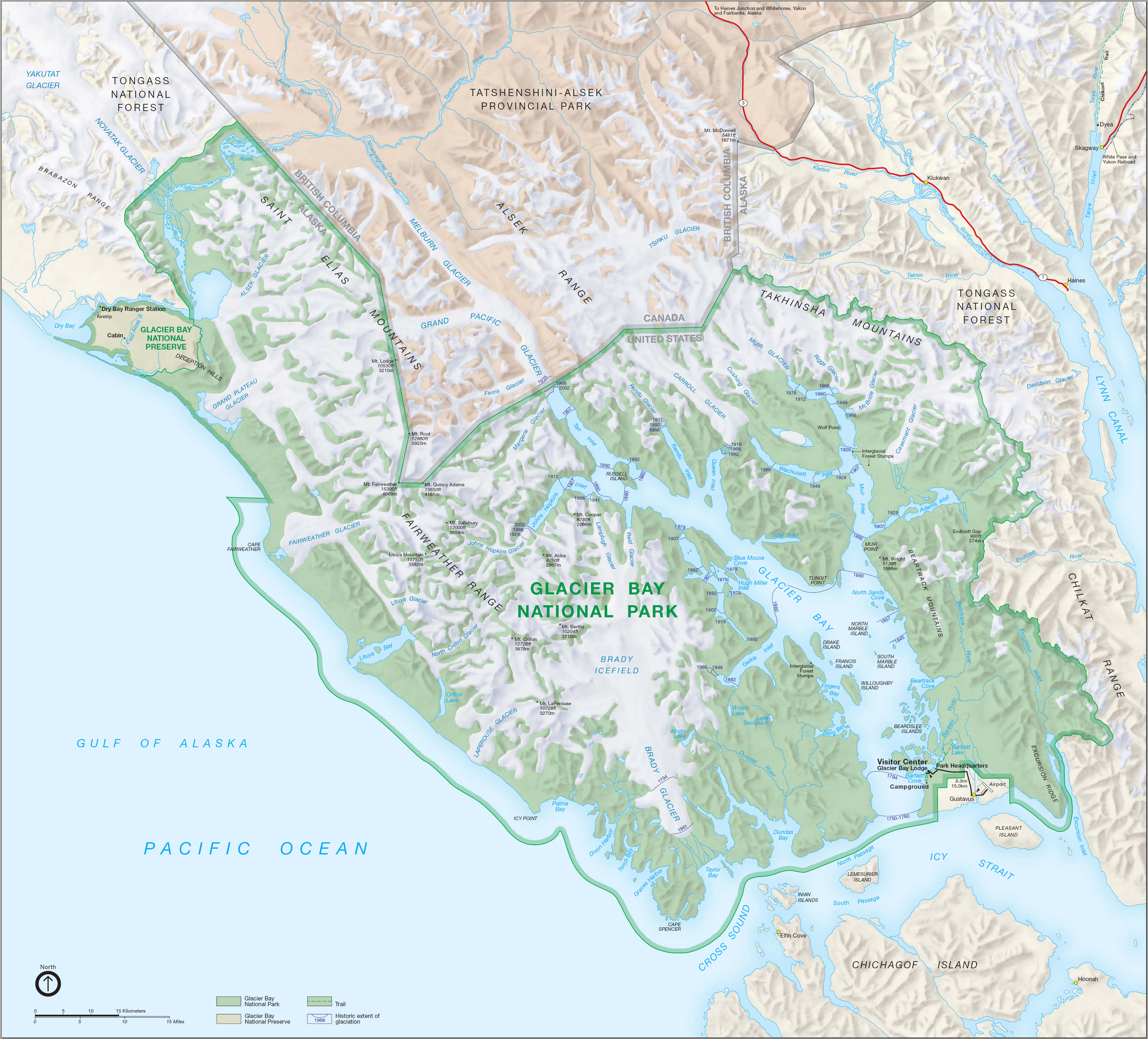
Mapa do Parque nacional e reserva da Baía deos Glaciares

A baía dos Glaciares (em inglês:  Glacier Bay) é uma baía do sudeste do Alasca, nos Estados Unidos, que se estende de norte a sul e de noroeste a sudeste por cerca de 105 km, com largura variável de 5 a 30 km.

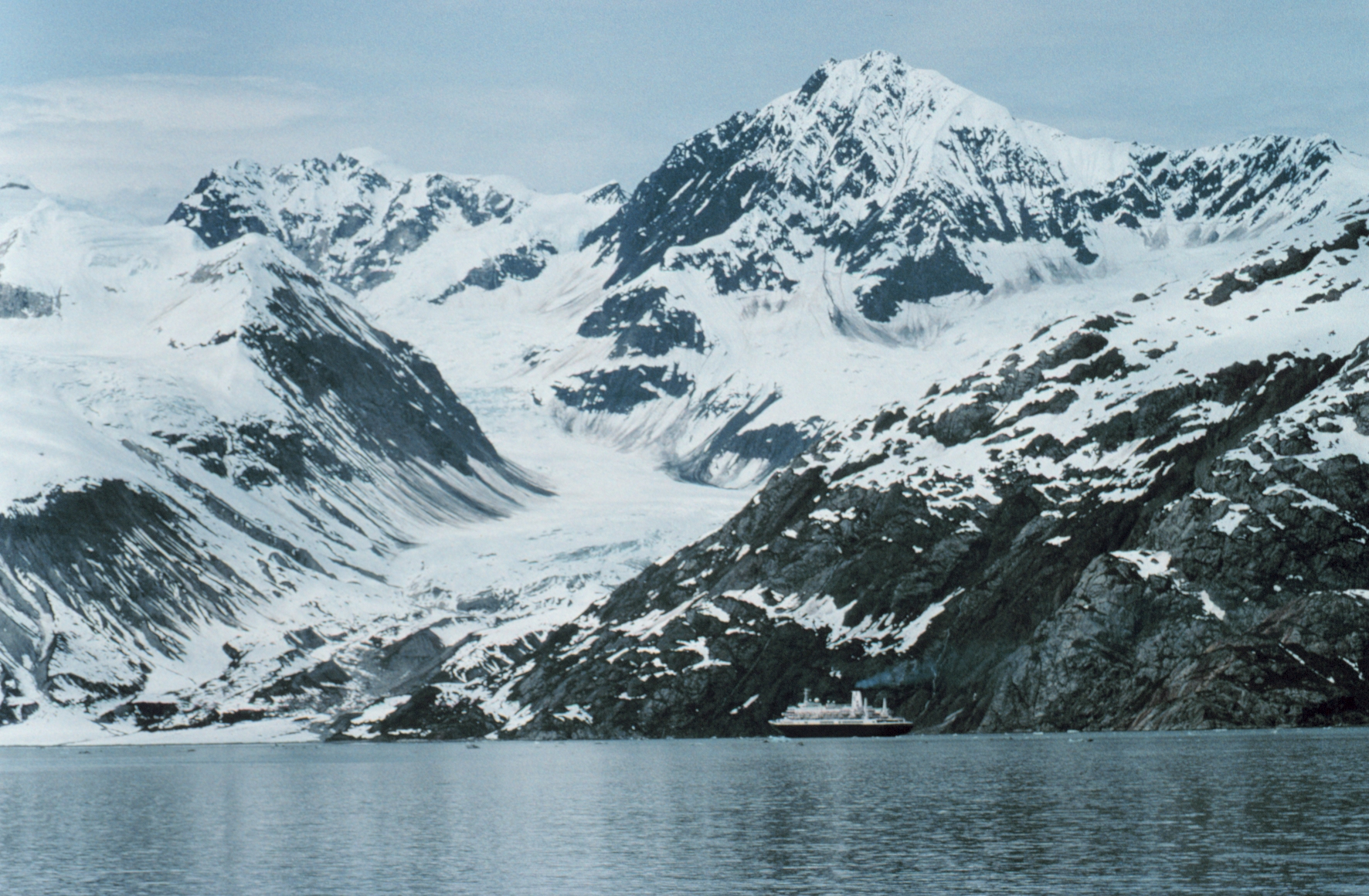
Um cruzeiro na Baía dos Glaciares

A área em torno da baía dos Glaciares foi designada monumento nacional em 5 de fevereiro de 1925. Depois, em 1980 recebeu a designação de Parque nacional e reserva da Baía dos Glaciares com a aprovação pelo Congresso dos Estados Unidos da «lei de conservação de lugares de interesse nacional do Alasca» («Alaska National Interest Lands Conservation Act»). Em 1986, a Unesco declarou a área como Reserva da Biosfera, e em 1992 foi incorporada como Património da Humanidade, dentro do sitio transfronteiriço denominado Kluane/Wrangell-St Elias/Glacier Bay/Tatshenshini-Alsek. Parte da baía é reserva natural, com 1076000 hectares.
O explorador George Vancouver descobriu o estreito Icy, no sul da baía, ao chocar com uma placa de gelo em 1794. Nessa época, a baía estava coberta de gelo por completo. Em 1879, o naturalista John Muir descobriu que o gelo tinha desaparecido da baía. Em 1916 o grande Glaciar Pacífico encontrava-se a 100 km de distância da boca da baía. Este é o maior recuo glacial documentado. Os cientistas encontram-se a investigar a relação entre as mudanças climáticas e o retrocesso dos glaciares.
A baía dos Glaciares contém 16 glaciares, doze dos quais alcançam a linha de costa e desprendem-se, formando icebergs.